# Liste der Unterrichtungstafeln in Deutschland an den Autobahnen A 4xx
Diese Unterliste enthält die Unterrichtungstafeln an deutschen Autobahnen, die mit 4 beginnen.

## A 4

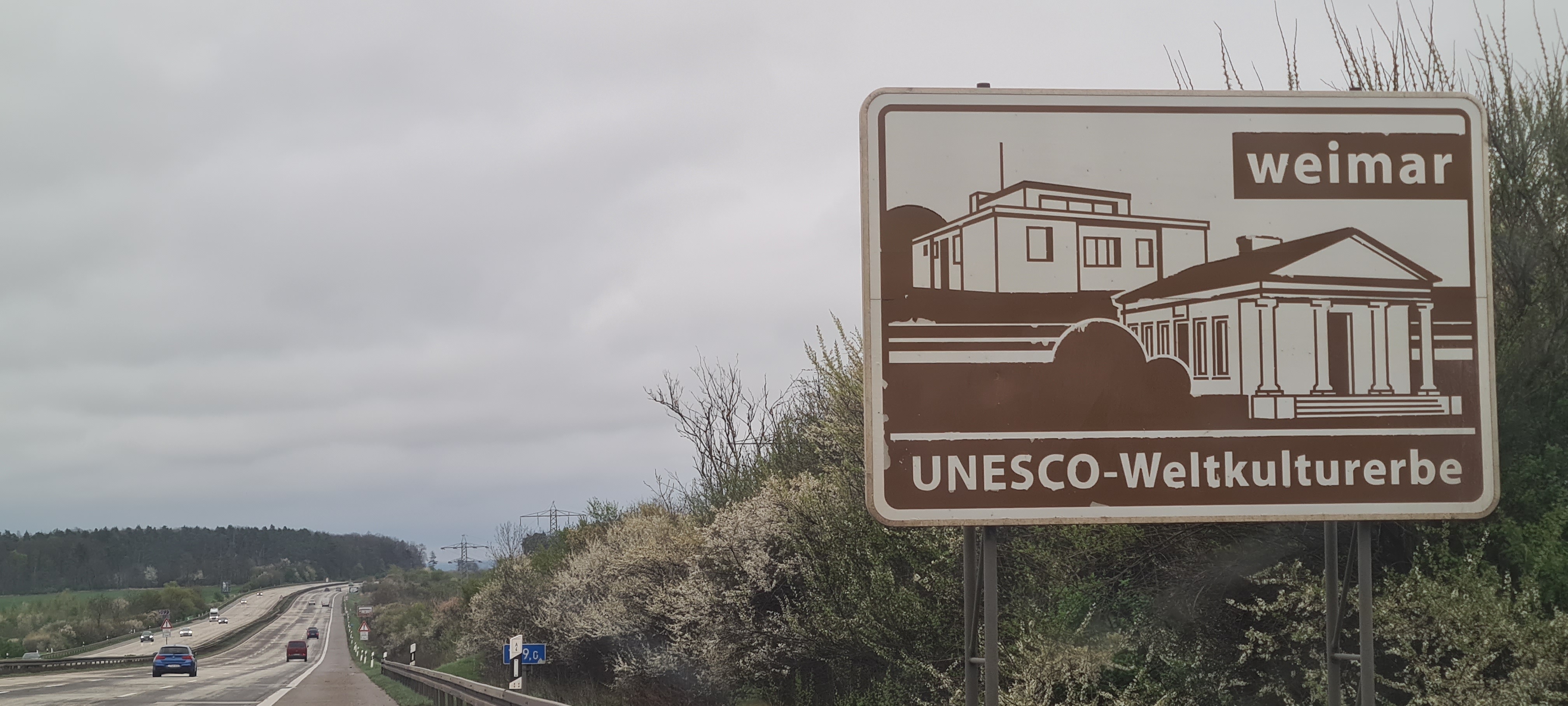
Touristische Unterrichtungstafel: „UNESCO Weltkulturerbe Weimar“

| Fahrtrichtung nach Osten                                | Kilometer   | Fahrtrichtung nach Westen                                              |
| Grenzübergang Vetschau                                  | 0,0         |                                                                        |
| ------------------------------------------------------- | ----------- | ---------------------------------------------------------------------- |
| Industrieland NRW Technologieregion Aachen              | 3,0         |                                                                        |
| UNESCO-Welterbe Kaiserdom zu Aachen                     | 4,8         |                                                                        |
|                                                         | 8,7         | UNESCO-Welterbe Kaiserdom zu Aachen                                    |
|                                                         | 19,8        | Stolberg Historischer Stadtkern                                        |
| Rheinisches Braunkohlenrevier                           | 20,5        |                                                                        |
|                                                         | 24,8        | Rheinisches Braunkohlenrevier                                          |
| Leopold-Hoesch-Museum                                   | 28,8        |                                                                        |
| Nationalpark Eifel                                      | 29,8        |                                                                        |
|                                                         | 34,0        | Leopold-Hoesch-Museum                                                  |
| Abtei Brauweiler                                        | 58,9        |                                                                        |
| Weltkulturerbe Kölner Dom                               | 66,4        |                                                                        |
|                                                         | 85,1        | Weltkulturerbe Kölner Dom                                              |
| Bergischer Weg                                          | 92,8        |                                                                        |
|                                                         | 93,4        | Industriekultur Industriemuseum Bergisch Gladbach                      |
| Freilichtmuseum Lindlar                                 | 96,0        |                                                                        |
|                                                         | 97,5        | Bergischer Weg                                                         |
| Industriekultur Industriemuseum Engelskirchen           | 112,6       |                                                                        |
|                                                         | 118,5       | Industriemuseum Engelskirchen Freilichtmuseum Lindlar                  |
| Schloss Homburg                                         | 121,2       |                                                                        |
|                                                         | 124,4       | Schloss Homburg                                                        |
| Historische Altstadt Bergneustadt                       | 128,1       |                                                                        |
|                                                         | 134,6       | Historische Altstadt Bergneustadt                                      |
| Affen- und Vogelpark Eckenhagen                         | 135,3       |                                                                        |
|                                                         | 138,7       | Affen- und Vogelpark Eckenhagen                                        |
|                                                         | 139,5       | Bergisches Land                                                        |
| Sauerland                                               | 141,0       |                                                                        |
| Panorama-Park Sauerland Wildpark                        | 149,8       |                                                                        |
| Krombach                                                | 153,2       |                                                                        |
| Kirchheimer Dreieck                                     | 367,4       |                                                                        |
| Festspiele Stiftsruine Bad Hersfeld                     | 359,9       |                                                                        |
|                                                         | 354,4       | Festspiele Stiftsruine Bad Hersfeld                                    |
| Erlebnis Bergwerk Merkers                               | 349,5       |                                                                        |
| Biosphärenreservat Rhön Nördliche Kuppenrhön            |             |                                                                        |
| Schloß und Wasserburg Friedewald                        | 348,7       |                                                                        |
|                                                         | 339,7       | Gedenkstätte Point Alpha Rasdorf/Geisa                                 |
| Ehemalige innerdeutsche Grenze 1945–1990                | 333,9       |                                                                        |
|                                                         | 329,6       | Waldhessen                                                             |
| GRENZMUSEUM SCHIFFLERSGRUND                             | 321,0       |                                                                        |
| Welterberegion Wartburg-Hainich                         | 319,0       |                                                                        |
| Werratal                                                | 319,2       |                                                                        |
|                                                         | 318,1       | Werratal                                                               |
| Landesgrenze HE/TH                                      | 314,2/283,2 |                                                                        |
|                                                         | 282,4       | Ehemalige innerdeutsche Grenze 1945–1990                               |
| Weltkulturerbe Wartburg                                 | 281,7       |                                                                        |
|                                                         | 275,5       | Weltkulturerbe Wartburg                                                |
|                                                         | 274,5       | Bachhaus Eisenach                                                      |
|                                                         | 272,7       | Historische Werrabrücke mit Liboriuskapelle Creuzburg                  |
| Japanischer Garten und Rosengarten Bad Langensalza      | 271,9       |                                                                        |
| UNESCO-Welterbe Buchenwälder Nationalpark Hainich       | 271,0       |                                                                        |
| Bachhaus Eisenach                                       | 270,5       |                                                                        |
|                                                         | 265,4       | UNESCO-Welterbe Buchenwälder Nationalpark Hainich                      |
| Bad Liebenstein Schloss und Park Altenstein             | 263,0       |                                                                        |
|                                                         | 262,7       | Japanischer Garten und Rosengarten Bad Langensalza                     |
|                                                         | 262,0       | Altstadt Mühlhausen                                                    |
| SOLEWELT und Gradierwerk Bad Salzungen                  | 262,0       |                                                                        |
| Freizeitpark mini-a-thür Ruhla                          | 260,5       |                                                                        |
| INSELSBERG FUNPARK                                      | 256,0       |                                                                        |
|                                                         | 255,9       | Freizeitpark mini-a-thür Ruhla                                         |
| Naturpark Thüringer Wald                                | 255,5       |                                                                        |
|                                                         | 254,9       | SOLEWELT und Gradierwerk Bad Salzungen                                 |
|                                                         | 253,9       | WELTERBEREGION WARTBURG-HAINICH Baumkronenpfad im Nationalpark Hainich |
| Gotha Residenzstadt                                     | 250,8       |                                                                        |
| Viba Nougat Welt Schmalkalden                           | 250,3       |                                                                        |
|                                                         | 250,0       | INSELSBERG FUNPARK                                                     |
| Marienglashöhle Friedrichroda                           | 249,8       |                                                                        |
|                                                         | 249,5       | Naturpark Thüringer Wald                                               |
|                                                         | 244,8       | Marienglashöhle Friedrichroda                                          |
| TECHNIK-MUSEUM TOBIASHAMMER OHRDRUF                     | 244,3       |                                                                        |
| Bach-Stammort Wechmar                                   | 243,2       |                                                                        |
|                                                         | 242,8       | Gotha Residenzstadt                                                    |
| Schloss Friedenstein Gotha Barockes Ekhof-Theater       | 242,2       |                                                                        |
|                                                         | 241,0       | Viba Nougat Welt Schmalkalden                                          |
| Nationaler GeoPark Thüringen Inselsberg – Drei Gleichen | 235,3       |                                                                        |
|                                                         | 234,7       | Schloss Friedenstein Gotha Barockes Ekhof-Theater                      |
|                                                         | 233,5       | Bach-Stammort Wechmar                                                  |
|                                                         | 232,5       | TECHNIK-MUSEUM TOBIASHAMMER OHRDRUF                                    |
| Erfurt • Schloß Molsdorf                                | 228,5       |                                                                        |
| Bachstadt Arnstadt                                      | 227,5       |                                                                        |
|                                                         | 226,5       | Nationaler GeoPark Thüringen Inselsberg – Drei Gleichen                |
| Erfurter Dom                                            | 219,9       |                                                                        |
| STAUSEE HOHENFELDEN                                     | 215,8       |                                                                        |
|                                                         | 214,3       | Erfurter Schatz Alte Synagoge                                          |
| Freilichtmuseum Hohenfelden                             | 212,5       |                                                                        |
| Krämerbrücke Erfurt                                     | 211,6       |                                                                        |
|                                                         | 206,5       | Erfurter Dom                                                           |
| Goethehaus Weimar                                       | 198,5       |                                                                        |
| Autobahnkirche Gelmeroda                                | 198,0       |                                                                        |
|                                                         | 197,5       | Schloss Ettersburg                                                     |
| Thüringer Kloßwelt Heichelheim                          | 195,0       |                                                                        |
|                                                         | 194,4       | Autobahnkirche Gelmeroda                                               |
| Glockenstadt Apolda                                     | 194,4       |                                                                        |
|                                                         | 194,0       | Weimar UNESCO-Weltkulturerbe                                           |
|                                                         | 192,6       | Goethehaus Weimar                                                      |
| Botanischer Garten Jena der Universität Jena            | 188,4       |                                                                        |
|                                                         | 186,3       | Glockenstadt Apolda                                                    |
|                                                         | 185,5       | Thüringer Kloßwelt Heichelheim                                         |
| Zeiss-Planetarium Jena                                  | 182,1       |                                                                        |
| Porzellanwelten Leuchtenburg                            | 181,4       |                                                                        |
|                                                         | 163,0       | Zeiss-Planetarium Jena                                                 |
|                                                         | 162,0       | Porzellanwelten Leuchtenburg                                           |
|                                                         | 159,8       | Botanischer Garten Jena der Universität Jena                           |
| Theater Gera                                            | 141,3       |                                                                        |
| Vogtland in Thüringen                                   | 140,3       |                                                                        |
|                                                         | 140,4       | Thüringer Holzland                                                     |
|                                                         | 134,5       | Vogtland in Thüringen                                                  |
| Residenzstadt Greiz                                     | 129,0       |                                                                        |
| Neue Landschaft Ronneburg                               | 127,5       |                                                                        |
|                                                         | 127,1       | Tierpark Gera                                                          |
|                                                         | 126,1       | Hofwiesenpark Gera                                                     |
| Burg Posterstein                                        | 126,0       |                                                                        |
|                                                         | 125,1       | Theater Gera                                                           |
| Residenzschloss Skatstadt Altenburg                     | 121,0       |                                                                        |
| Schloss Blankenhain                                     | 120,5       |                                                                        |
|                                                         | 120,3       | Burg Posterstein                                                       |
|                                                         | 119,5       | Neue Landschaft Ronneburg                                              |
|                                                         | 118,4       | Residenzstadt Greiz                                                    |
| Historische Tuchfabrik Crimmitschau                     | 113,6       |                                                                        |
|                                                         | 113,1       | Schloss Blankenhain                                                    |
| Robert-Schumann-Stadt Zwickau                           | 110,6       |                                                                        |
| Skatstadt Altenburg                                     | 109,7       |                                                                        |
| Stadt Meerane                                           | 109,3       |                                                                        |
| Schlösser Glauchau                                      | 106,3       |                                                                        |
|                                                         | 105,2       | August-Horch-Museum Zwickau                                            |
|                                                         | 104,3       | Skatstadt Altenburg                                                    |
| Töpferstadt Waldenburg                                  | 103,1       |                                                                        |
| Sächsisches Burgenland                                  | 102,6       |                                                                        |
| daetz-centrum Lichtenstein                              | 97,5        |                                                                        |
|                                                         | 97,3        | Schlösser Glauchau                                                     |
|                                                         | 96,5        | Historische Tuchfabrik Crimmitschau                                    |
| Bergbaumuseum Oelsnitz/Erzgebirge                       | 94,6        |                                                                        |
| Karl-May-Geburtsstadt Hohenstein-Ernstthal              | 93,3        |                                                                        |
| Amerika Tierpark Limbach-Oberfrohna                     | 89,1        |                                                                        |
|                                                         | 88,9        | Töpferstadt Waldenburg                                                 |
| Textilindustrie Limbach-Oberfrohna                      | 87,2        |                                                                        |
|                                                         | 86,7        | Miniwelt & Minikosmos Lichtenstein                                     |
| Industriemuseum Chemnitz                                | 81,5        |                                                                        |
|                                                         | 80,2        | Textilindustrie Limbach-Oberfrohna                                     |
|                                                         | 79,9        | Karl-May-Geburtsstadt Hohenstein-Ernstthal                             |
|                                                         | 77,5        | Rabensteiner Felsendome                                                |
| Sonnenlandpark Lichtenau                                | 69,5        |                                                                        |
|                                                         | 67,7        | Chemnitz Stadt der Moderne                                             |
| Hochschulstadt Mittweida                                | 67,4        |                                                                        |
|                                                         | 66,0        | Industriemuseum Chemnitz                                               |
| Schloss Wildeck Zschopau                                | 66,0        |                                                                        |
| Bergstadt Marienberg                                    | 63,6        |                                                                        |
|                                                         | 62,9        | Villa Esche Henry van de Velde                                         |
|                                                         | 62,5        | Schloss Lichtenwalde                                                   |
| Oederan Stadt des Klein-Erzgebirge                      | 62,3        |                                                                        |
|                                                         | 61,7        | Sonnenlandpark Lichtenau                                               |
| Schloß Augustusburg                                     | 61,4        |                                                                        |
|                                                         | 61,2        | Motorradstadt Zschopau                                                 |
| Gellert-Stadt Hainichen                                 | 57,8        |                                                                        |
| Döbeln                                                  | 57,5        |                                                                        |
|                                                         | 56,6        | Schloß Augustusburg                                                    |
| Blockhausen Kettensägenkunst                            | 56,5        |                                                                        |
|                                                         | 55,7        | Bergstadt Marienberg                                                   |
|                                                         | 47,5        | Gellert-Stadt Hainichen                                                |
|                                                         | 45,2        | Hochschulstadt Mittweida                                               |
| Spielzeugdorf Seiffen                                   | 42,0        |                                                                        |
| terra mineralia Freiberg                                | 41,5        |                                                                        |
| Silberstadt Freiberg                                    | 39,3        |                                                                        |
|                                                         | 33,7        | Blockhausen Kettensägenkunst                                           |
|                                                         | 32,5        | Historische Altstadt Freiberg                                          |
|                                                         | 32,0        | Spielzeugdorf Seiffen                                                  |
| Manufaktur Meissen                                      | 25,3        |                                                                        |
| Wilsdruff                                               | 23,2        |                                                                        |
| Tharandter Wald                                         | 22,6        |                                                                        |
| Dresden                                                 | 22,0        |                                                                        |
|                                                         | 16,8        | Meißen                                                                 |
|                                                         | 16,3        | Wilsdruff                                                              |
|                                                         | 15,5        | Forststadt Tharandt                                                    |
| Radebeul                                                | 12,3        |                                                                        |
| Autobahndreieck Dresden-Nord                            | 0,0         |                                                                        |
|                                                         | 4,1         | Staatliche Kunstsammlungen Dresden                                     |
|                                                         | 4,9         | Karl-May-Museum Radebeul                                               |
| Bierstadt Radeberg                                      | 4,9         |                                                                        |
|                                                         | 5,5         | Dresden                                                                |
| Lessingstadt Kamenz                                     | 6,0         |                                                                        |
|                                                         | 6,5         | Militärhistorisches Museum                                             |
| Seidenblumenstadt Sebnitz                               | 8,6         |                                                                        |
| Burg Stolpen                                            | 16,5        |                                                                        |
| Pfefferkuchenstadt Pulsnitz                             | 16,8        |                                                                        |
| Lausitzer Karpfenteichregion                            | 21,0        |                                                                        |
| Sakrale Schätze Kamenz / Kamjenc                        | 21,4        |                                                                        |
| Tier- und Kulturpark Bischofswerda                      | 22,0        |                                                                        |
| Oberlausitz Hornja Łužyca                               | 22,5        |                                                                        |
| Energiefabrik Knappenrode                               | 26,0        |                                                                        |
| Lausitzer Seenland Łužiska jězorina                     | 28,6        |                                                                        |
| Zoo & Schloss Hoyerswerda                               | 29,0        |                                                                        |
| Barockschloss Rammenau                                  | 29,3        |                                                                        |
| Silbermann-Orgel Crostau                                | 33,2        |                                                                        |
|                                                         | 33,3        | Barockschloss Rammenau                                                 |
|                                                         | 33,6        | Sebnitz Seidenblumenstadt                                              |
|                                                         | 34,3        | Tier- und Kulturpark Bischofswerda                                     |
| Schloss und Park Gaußig                                 | 34,9        |                                                                        |
| Kloster St. Marienstern Klóšter Marijina Hwězda         | 35,4        |                                                                        |
|                                                         | 40,5        | Kloster St. Marienstern Klóšter Marijina Hwězda                        |
| Saurierpark                                             | 41,1        |                                                                        |
| Bischof-Benno-Haus Schlosspark Schmochtitz              | 41,8        |                                                                        |
| Irrgarten Kleinwelka                                    | 42,2        |                                                                        |
| Bautzen Budyšin                                         | 48,4        |                                                                        |
| Dorfkirche Cunewalde                                    | 48,8        |                                                                        |
| Gedenkstätte Bautzen                                    | 49,1        |                                                                        |
|                                                         | 49,6        | Schloss und Park Gaußig                                                |
| Bärwalder See Bjerwałdski jězor                         | 53,0        |                                                                        |
|                                                         | 53,2        | Hoyerswerda Wojerecy                                                   |
|                                                         | 53,6        | Energiefabrik Knappenrode                                              |
|                                                         | 57,2        | Gedenkstätte Bautzen                                                   |
|                                                         | 58,4        | Bautzen Budyšin                                                        |
|                                                         | 58,9        | Lausitzer Seenland Łužiska jězorina                                    |
|                                                         | 60,5        | Bärwalder See Bjerwałdski jězor                                        |
| Herrnhut                                                | 64,3        |                                                                        |
| Zittau Stadt der Fastentücher                           | 66,5        |                                                                        |
| Niederschlesien                                         | 71,5        |                                                                        |
| Königshainer Berge                                      | 74,8        |                                                                        |
|                                                         | 74,9        | Naturpark Zittauer Gebirge                                             |
|                                                         | 75,3        | Herrnhut                                                               |
| Kulturinsel Einsiedel                                   | 84,8        |                                                                        |
| Görlitz Schlesisches Museum                             | 85,2        |                                                                        |
|                                                         | 85,9        | Königshainer Berge                                                     |
|                                                         | 90,2        | Landskron Brau-Manufaktur                                              |
| Kloster Marienthal                                      | 90,5        |                                                                        |
|                                                         | 90,6        | Kulturinsel Einsiedel                                                  |
| Landskron Brau-Manufaktur                               | 90,7        |                                                                        |
| Europastadt Görlitz Zgorzelec                           | 91,0        |                                                                        |
|                                                         | 91,2        | Lausitzer Karpfenteichregion                                           |
|                                                         | 91,5        | UNESCO-Biosphärenreservat Heide und Teiche                             |
|                                                         | 94,5        | Oberlausitz- Niederschlesien                                           |
| Grenzübergang Ludwigsdorf                               | 96,3        |                                                                        |

## A 40
| Fahrtrichtung nach Westen                     | Kilometer | Fahrtrichtung nach Osten          |
| Grenzübergang Niederdorf                      | 0,0       |                                   |
| --------------------------------------------- | --------- | --------------------------------- |
| Grefrath Freilichtmuseum                      | 4,6       |                                   |
| Historischer Ortskern Wachtendonk             | 8,3       |                                   |
|                                               | 10,2      | Grefrath Freilichtmuseum          |
| Historischer Stadtkern Kempen                 | 12,7      |                                   |
|                                               | 13,0      | Historischer Ortskern Wachtendonk |
| Industrieland NRW Größter Binnenhafen Europas | 25,3      |                                   |
| Gelsenkirchen-Süd                             | 67,6/0,0  |                                   |
| Industriekultur Zeche Zollern                 | 14,4      |                                   |
|                                               | 18,5      | Industriekultur Zeche Zollern     |
| Dortmund-Hombruch                             | 24,8      |                                   |

## A 42
| Fahrtrichtung nach Westen                     | Kilometer | Fahrtrichtung nach Osten            |
| Autobahnkreuz Kamp-Lintfort                   | 0,0       |                                     |
| --------------------------------------------- | --------- | ----------------------------------- |
| Industriekultur Halde Rheinpreußen            | 1,7       |                                     |
|                                               | 3,3       | Kloster Kamp                        |
| Industriekultur Landschaftspark Duisburg-Nord | 5,0       |                                     |
|                                               | 6,2       | Industriekultur Halde Rheinpreußen  |
|                                               | 25,6      | Industriekultur Gasometer           |
|                                               | 26,0      | Ludwig Galerie Schloss Oberhausen   |
| Industriekultur Tetraeder                     | 28,0      |                                     |
|                                               | 28,9      | Industriekultur Tetraeder           |
| Industriekultur Welterbe Zollverein           | 33,2      |                                     |
|                                               | 38,5      | Industriekultur Welterbe Zollverein |
|                                               | 42,6      | ZOOM Erlebniswelt Gelsenkirchen     |
| Dortmund-Bodelschwingh                        | 58,3      |                                     |

## A 43
| Fahrtrichtung nach Süden                       | Kilometer | Fahrtrichtung nach Norden                      |
| Autobahnkreuz Münster-Süd                      | 92,4      |                                                |
| ---------------------------------------------- | --------- | ---------------------------------------------- |
|                                                | 87,8      | Münster Rathaus des Westfälischen Friedens     |
|                                                | 63,2      | Münsterland                                    |
| Römerlager Haltern Fundstätte und Museum       | 56,3      |                                                |
| Industrie • Kultur • Landschaft Metropole Ruhr | 55,5      |                                                |
|                                                | 47,0      | Römerlager Haltern Fundstätte und Museum       |
|                                                | 32,3      | Industriekultur Umspannwerk Recklinghausen     |
| Industriekultur Deutsches Bergbau-Museum       | 29,3      |                                                |
|                                                | 25,1      | Archäologiemuseum Herne                        |
| Industriekultur Zeche Nachtigall Muttental     | 17,6      |                                                |
| Industriekultur Henrichshütte                  | 14,9      |                                                |
|                                                | 13,8      | Industriekultur Zeche Nachtigall Muttental     |
|                                                | 10,5      | Industriekultur Henrichshütte                  |
| Historischer Stadtkern Hattingen               | 8,8       |                                                |
|                                                | 7,7       | RuhrtalRadweg                                  |
|                                                | 4,1       | Historischer Stadtkern Hattingen               |
|                                                | 2,9       | Industrie • Kultur • Landschaft Metropole Ruhr |
| Autobahnkreuz Wuppertal-Nord                   | 0,0       |                                                |

## A 44
| Fahrtrichtung nach Osten                                                        | Kilometer | Fahrtrichtung nach Westen                                                       |
| Grenzübergang Lichtenbusch                                                      | 0,0       |                                                                                 |
| ------------------------------------------------------------------------------- | --------- | ------------------------------------------------------------------------------- |
| UNESCO-Welterbe Kaiserdom zu Aachen                                             | 0,2       |                                                                                 |
| Stolberg Historischer Stadtkern                                                 | 2,0       |                                                                                 |
|                                                                                 | 2,2       | Monschau Historische Altstadt                                                   |
|                                                                                 | 6,1       | UNESCO-Welterbe Kaiserdom zu Aachen                                             |
| Industrieland NRW Technologieregion Aachen                                      | 9,5       |                                                                                 |
| Energeticon                                                                     | 16,8      |                                                                                 |
|                                                                                 | 21,4      | Energeticon                                                                     |
| Zitadelle Jülich                                                                | 25,7      |                                                                                 |
|                                                                                 | 36,9      | Zitadelle Jülich                                                                |
| Rheinisches Braunkohlenrevier                                                   | 37,3      |                                                                                 |
| Mönchengladbach-Odenkirchen                                                     | 62,2      |                                                                                 |
| Heiligenhaus                                                                    | 1,5       |                                                                                 |
| Industrieland NRW Schlüsselregion                                               | 1,7       |                                                                                 |
| Historischer Stadtkern Langenberg                                               | 8,9       |                                                                                 |
|                                                                                 | 14,2      | Historischer Stadtkern Langenberg                                               |
| Essen-Heisingen                                                                 | 17,6      |                                                                                 |
| Autobahnkreuz Dortmund/Unna                                                     | 148,2     |                                                                                 |
| Historischer Stadtkern Werl                                                     | 135,4     |                                                                                 |
|                                                                                 | 134,5     | Industrie • Kultur • Landschaft Metropole Ruhr                                  |
| Möhnesee                                                                        | 126,0     |                                                                                 |
|                                                                                 | 125,3     | Historischer Stadtkern Werl                                                     |
| Historischer Stadtkern Soest                                                    | 118,4     |                                                                                 |
|                                                                                 | 113,8     | Möhnesee                                                                        |
|                                                                                 | 109,3     | Historischer Stadtkern Soest                                                    |
|                                                                                 | 106,0     | Naturpark Arnsberger Wald Bilsteintal                                           |
| Industrieland NRW LIPPSTADT – Zentrum der Fahrzeug- Elektronik und Lichttechnik | 105,5     |                                                                                 |
| Historischer Stadtkern Lippstadt                                                | 103,0     |                                                                                 |
|                                                                                 | 96,7      | Historischer Stadtkern Lippstadt                                                |
|                                                                                 | 93,3      | Industrieland NRW LIPPSTADT – Zentrum der Fahrzeug- Elektronik und Lichttechnik |
| Wewelsburg – Deutschlands einzige Dreiecksburg                                  | 83,2      |                                                                                 |
| Paderborner Land                                                                | 78,9      |                                                                                 |
|                                                                                 | 67,0      | Paderborner Land                                                                |
| Kloster Dalheim                                                                 | 64,6      |                                                                                 |
| Naturpark Diemelsee                                                             | 60,0      |                                                                                 |
|                                                                                 | 59,8      | Kloster Dalheim                                                                 |
|                                                                                 | 56,8      | Gräflicher Park Bad Driburg                                                     |
| Waldecker Land                                                                  | 50,2      |                                                                                 |
| Welterbe Corvey                                                                 | 44,4      |                                                                                 |
|                                                                                 | 44,2      | Kloster Dalheim                                                                 |
| Hansestadt Warburg Historischer Stadtkern                                       | 43,3      |                                                                                 |
|                                                                                 | 37,9      | Welterbe Corvey                                                                 |
|                                                                                 | 37,1      | Hansestadt Warburg Historischer Stadtkern                                       |
| Tierpark Sababurg                                                               | 36,8      |                                                                                 |
| Naturpark Habichtswald                                                          | 34,2      |                                                                                 |
|                                                                                 | 28,5      | Residenzschloss Arolsen                                                         |
| Wolfhager Land Märchenland der Brüder Grimm                                     | 26,0      |                                                                                 |
| Nationalpark Kellerwald-Edersee                                                 | 20,5      |                                                                                 |
|                                                                                 | 15,8      | Wolfhager Land Märchenland der Brüder Grimm                                     |
| Märchenland der Dorothea Viehmann Baunatal Schauenburg                          | 15,7      |                                                                                 |
| documenta Stadt Kassel                                                          | 13,1      |                                                                                 |
| UNESCO-Welterbe Bergpark Wilhelmshöhe                                           | 12,0      |                                                                                 |
| Autobahndreieck Kassel-Süd                                                      | 0,0       |                                                                                 |
| Hessisch Lichtenau-West                                                         | 245,9     |                                                                                 |
| Hoher Meißner Heimat der Frau Holle                                             | 245,4     |                                                                                 |
|                                                                                 | 239,9     | Hoher Meißner Heimat der Frau Holle                                             |
| Bergwildpark/Kloster Meißner-Germerode                                          | 233,5     |                                                                                 |
| Waldkappel                                                                      | 228,7     |                                                                                 |

## A 45
| Fahrtrichtung nach Süden                   | Kilometer | Fahrtrichtung nach Norden                      |
| Autobahnkreuz Dortmund-Nordwest            | 0,0       |                                                |
| ------------------------------------------ | --------- | ---------------------------------------------- |
| Industriekultur Zeche Zollern              | 5,2       |                                                |
| Industriekultur LWL-Freilichtmuseum Hagen  | 33,4      |                                                |
|                                            | 38,9      | Industriekultur LWL-Freilichtmuseum Hagen      |
| Sauerland                                  | 41,1      |                                                |
|                                            | 42,9      | Industrie • Kultur • Landschaft Metropole Ruhr |
| Burg Altena                                | 46,0      |                                                |
|                                            | 50,5      | Burg Altena                                    |
| PHÄNOMENA Lüdenscheid                      | 50,7      |                                                |
|                                            | 56,5      | PHÄNOMENTA Lüdenscheid                         |
| Atta-Höhle Attendorn                       | 65,3      |                                                |
| Fernwanderweg Sauerland-Höhenflug          | 68,0      |                                                |
|                                            | 71,5      | Fernwanderweg Sauerland-Höhenflug              |
| Panorama-Park Sauerland Wildpark           | 79,3      |                                                |
| Biggesee                                   | 81,6      |                                                |
|                                            | 85,9      | Biggesee                                       |
|                                            | 87,5      | Atta-Höhle Attendorn                           |
| Siegerland–Wittgenstein                    | 96,5      |                                                |
| Historischer Stadtkern Freudenberg         | 97,0      |                                                |
|                                            | 97,5      | Sauerland                                      |
|                                            | 102,0     | Historischer Stadtkern Freudenberg             |
| Historischer Stadtkern Siegen              | 105,5     |                                                |
|                                            | 111,7     | Historischer Stadtkern Siegen                  |
|                                            | 118,9     | Siegerland–Wittgenstein                        |
|                                            | 122,3     | Siegerland                                     |
| Rothaarsteig                               | 124,7     |                                                |
| Naturpark Lahn-Dill-Bergland               | 125,3     |                                                |
| Nationales Automuseum – The Loh Collection | 129,5     |                                                |
|                                            | 131,2     | Rothaarsteig                                   |
| Oranienstadt Dillenburg                    | 132,0     |                                                |
|                                            | 139,0     | Nationales Automuseum – The Loh Collection     |
| Historische Altstadt Herborn               | 139,7     |                                                |
| Burg Greifenstein Glockenwelt              | 148,7     |                                                |
|                                            | 146,1     | Historische Altstadt Herborn                   |
|                                            | 157,1     | Burg Greifenstein Glockenwelt                  |
| Wetzlar Goethe- und Optikstadt             | 156,2     |                                                |
|                                            | 165,0     | Naturpark Lahn-Dill-Bergland                   |
|                                            | 173,0     | Wetzlar Goethe- und Optikstadt                 |
| Burg Münzenberg                            | 186,8     |                                                |
|                                            | 191,5     | Lich Historische Altstadt                      |
| BAD SALZHAUSEN                             | 195,2     |                                                |
|                                            | 195,5     | Burg Münzenberg                                |
| Wetterauer Seenplatte                      | 196,2     |                                                |
|                                            | 201,6     | Naturpark Hoher Vogelsberg                     |
|                                            | 203,0     | Wetterauer Seenplatte                          |
| Auenverbund Wetterau                       | 204,7     |                                                |
| Wetterau-Limes UNESCO-Welterbe             | 205,8     |                                                |
| Keltenwelt am Glauberg                     | 214,5     |                                                |
|                                            | 215,2     | BAD SALZHAUSEN                                 |
| Büdingen Festung und Schloß                | 215,5     |                                                |
|                                            | 216,3     | Auenverbund Wetterau                           |
| Archäologie Landschaft Wetterau            | 220,0     |                                                |
|                                            | 221,0     | Büdingen Festung und Schloß                    |
|                                            | 222,0     | Keltenwelt am Glauberg                         |
|                                            | 226,3     | WetterauLimes UNESCO-Welterbe                  |
|                                            | 226,7     | Archäologie Landschaft Wetterau                |
| Kinzigsee                                  | 226,9     |                                                |
| Ronneburg                                  | 229,1     |                                                |
| Burg Alzenau                               | 241,4     |                                                |
|                                            | 241,8     | Kinzigsee                                      |
|                                            | 245,5     | Burg Alzenau                                   |
| Spessart-Mainland                          | 246,0     |                                                |
| Seligenstädter Dreieck                     | 256,6     |                                                |

## A 46
| Fahrtrichtung nach Osten                                  | Kilometer | Fahrtrichtung nach Westen                  |
| Heinsberg                                                 | 18,3      |                                            |
| --------------------------------------------------------- | --------- | ------------------------------------------ |
| Museum Insel Hombroich Schloss Dyck                       | 56,2      |                                            |
| Liedberg Hist. Ortskern                                   | 58,0      |                                            |
| Skihalle Neuss                                            | 61,6      |                                            |
|                                                           | 62,4      | Museum Insel Hombroich Schloss Dyck        |
|                                                           | 64,8      | Skihalle Neuss                             |
| Altstadt Düsseldorf                                       | 73,6      |                                            |
| Bergisches Land                                           | 90,2      |                                            |
| Solingen-Gräfrath Historischer Ortskern                   | 91,3      |                                            |
| Industriekultur Industriemuseum Solingen                  | 91,8      |                                            |
|                                                           | 95,8      | Solingen-Gräfrath Historischer Ortskern    |
| Wuppertaler Schwebebahn Zoo                               | 96,4      |                                            |
|                                                           | 112,5     | Bergisches Land                            |
| Autobahnkreuz Wuppertal-Nord                              | 115,5     |                                            |
| Autobahnkreuz Hagen                                       | 0,0       |                                            |
| Industriekultur Historische Fabrikanlage Maste-Bahrendorf | 9,3       |                                            |
|                                                           | 11,2      | Dechenhöhle                                |
| Felsenmeer Hemer                                          | 12,1      |                                            |
| Hemer                                                     | 15,6      |                                            |
| Neheim                                                    | 53,0      |                                            |
|                                                           | 54,7      | WILDWALD VOSSWINKEL                        |
| Sorpesee                                                  | 55,5      |                                            |
| Historischer Stadtkern Arnsberg                           | 59,3      |                                            |
|                                                           | 59,4      | Industrieland NRW Zentrum der Lichttechnik |
| Naturpark Arnsberger Wald Bilsteintal Warstein            | 66,0      |                                            |
|                                                           | 68,2      | Historischer Stadtkern Arnsberg            |
| Hennesee                                                  | 77,0      |                                            |
| Abtei Königsmünster                                       | 80,1      |                                            |
| Historischer Ortskern Eversberg                           | 84,6      |                                            |
|                                                           | 84,9      | Hennesee                                   |
| Besucherbergwerk Ramsbeck                                 | 85,6      |                                            |
|                                                           | 86,5      | Abtei Königsmünster                        |
| Bruchhauser Steine                                        | 88,8      |                                            |
| FORT FUN Abenteuerland                                    | 91,5      |                                            |
| Olsberg                                                   | 93,3      |                                            |

## A 48
| Fahrtrichtung nach Westen              | Kilometer | Fahrtrichtung nach Osten               |
| Autobahndreieck Vulkaneifel            | 78,9      |                                        |
| -------------------------------------- | --------- | -------------------------------------- |
| Nürburgring                            | 76,0      |                                        |
| Ulmener Maar                           | 75,1      |                                        |
|                                        | 74,4      | Maare                                  |
| Wallfahrtskirche Maria Martental       | 69,9      |                                        |
|                                        | 69,8      | Nürburgring                            |
|                                        | 66,9      | Ulmener Maar                           |
| Tempelanlage Martberg/Pommern          | 62,4      |                                        |
| Burg Cochem                            | 61,0      |                                        |
|                                        | 61,1      | Vulkaneifel                            |
|                                        | 55,6      | Burg Cochem                            |
| Burg Pyrmont                           | 55,5      |                                        |
|                                        | 49,6      | Burg Pyrmont                           |
| Genovevaburg Mayen                     | 48,5      |                                        |
|                                        | 47,0      | Tempelanlage Martberg/Pommern          |
| Maifeld                                | 45,2      |                                        |
| Burg Eltz                              | 43,6      |                                        |
|                                        | 42,8      | Genovevaburg Mayen                     |
| Vulkanpark                             | 39,0      |                                        |
|                                        | 34,8      | Burg Eltz                              |
|                                        | 30,6      | Vulkanpark                             |
|                                        | 28,3      | Maifeld                                |
| Gnadenkapelle Vallendar-Schönstatt     | 19,8      |                                        |
| Schloss Sayn                           | 19,1      |                                        |
|                                        | 14,0      | Schloss Sayn                           |
|                                        | 13,1      | Gnadenkapelle Vallendar-Schönstatt     |
| Limesturm Hillscheid am Welterbe Limes | 12,8      |                                        |
| Keramikmuseum Westerwald               | 12,1      |                                        |
|                                        | 5,4       | Keramikmuseum Westerwald               |
|                                        | 5,0       | Limesturm Hillscheid am Welterbe Limes |
| Autobahndreieck Dernbach               | 0,0       |                                        |

## A 49
| Fahrtrichtung nach Süden        | Kilometer | Fahrtrichtung nach Norden       |
| Lohfeldener Rüssel              | 122,4     |                                 |
| ------------------------------- | --------- | ------------------------------- |
| Historische Altstadt Gudensberg | 138,8     |                                 |
|                                 | 143,0     | Historische Altstadt Gudensberg |
| Mittelalterliches Fritzlar      | 146,0     |                                 |
| Nationalpark Kellerwald-Edersee | 149,0     |                                 |
|                                 | 150,5     | Mittelalterliches Fritzlar      |
| Borkener Seenland               | 155,5     |                                 |
|                                 | 156,2     | Nationalpark Kellerwald-Edersee |
|                                 | 161,4     | Bad Wildungen                   |
|                                 | 162,8     | Borkener Seenland               |
| Kurhessisches Bergland          | 165,8     |                                 |
| Dreieck Ohmtal                  | 209,4     |                                 |

## A 445
| Fahrtrichtung nach Süden | Kilometer | Fahrtrichtung nach Norden |
| Werl-Nord                | 0,6       |                           |
| ------------------------ | --------- | ------------------------- |
| Sauerland                | 138,8     |                           |
| WILDWALD VOSSWINKEL      | 10,3      |                           |
| Neheim                   | 14,7      |                           |

## A 448
| Fahrtrichtung nach Süden         | Kilometer | Fahrtrichtung nach Norden |
| Autobahndreieck Bochum-West      | 0,0       |                           |
| -------------------------------- | --------- | ------------------------- |
| Industriekultur Jahrhunderthalle | 0,9       |                           |
| Autobahnkreuz Bochum/Witten      | 18,3      |                           |

## A 480
| Fahrtrichtung nach Süden | Kilometer | Fahrtrichtung nach Norden |
| Aßlar                    | 67,5      |                           |
| ------------------------ | --------- | ------------------------- |
|                          | 86,0      | Gleiberger Land           |
|                          | 91,6      | Burg Staufenberg          |
| Reiskirchener Dreieck    | 97,4      |                           |

## A 485
| Fahrtrichtung nach Süden | Kilometer | Fahrtrichtung nach Norden |
| Gießener Nordkreuz       | 23,6      |                           |
| ------------------------ | --------- | ------------------------- |
| Universitätsstadt Gießen | 19,8      |                           |
|                          | 17,5      | Universitätsstadt Gießen  |
| Langgöns                 | 5,4       |                           |